# Hande Kader
Pour les articles homonymes, voir Kader.
Hande Kader, née en 1993 et morte en 2016, est une militante transgenre turque qui s'est fait connaître lors de la Marche des fiertés 2015 à Istanbul lorsqu'elle s'était opposée aux forces de police. Décrite comme une « icône de la communauté LGBT turque », elle est brutalement assassinée, son corps étant retrouvé entièrement brûlé le 8 août 2016.

## Contexte
Bien que les relations entre personnes de même sexe ne soient pas juridiquement illégales en Turquie, la communauté LGBT turque fait face à de très nombreuses difficultés, causées notamment par les conservateurs religieux,. Un rapport de Human Rights Watch note que beaucoup de personnes LGBT turques vivent dans la peur, et font face à la stigmatisation, la violence, le harcèlement policier.
La marche des fiertés de 2016 d'Istanbul a été menacée par plusieurs groupes extrémistes, dont des islamistes. Le gouvernement islamo-conservateur a interdit la manifestation - « à la dernière minute » -, plutôt que de chercher à en assurer la sécurité en protégeant les participants.
Le meurtre de Hande Kader vient quelques jours après celui d'un réfugié syrien homosexuel, retrouvé décapité à quelques kilomètres à peine du lieu où le corps de Hande Kader a été découvert. Le réfugié avait été menacé de mort, kidnappé et violé avant son assassinat.

## Militantisme
Hande Kader avait été remarquée lors de la marche des fiertés d'Istanbul en 2015, pour avoir affronté la police après que le gouvernement a décrété l'interdiction de la marche « pour cause de Ramadan ». De par son activisme, Hande Kader a été décrite comme une « icône » ou une « héroïne » de la marche des fiertés, ainsi qu'une figure familière pour des millions de Turcs de par sa médiatisation lors de la marche de 2015.
Son colocataire a affirmé aux médias qu'Hande Kader participait à toutes les marches LGBT, étant convaincue de la justesse de son combat. Elle était particulièrement affectée par le meurtre des personnes trans, ayant, comme de nombreuses personnes transgenres turques, déjà été elle-même victime de violences physiques avant son assassinat (depuis 2008, environ 2 000 personnes transgenres ont été assassinées en Turquie).

## Assassinat
Hande Kader était une travailleuse du sexe - n'ayant pas, comme beaucoup d'autres personnes transgenres en Turquie, la possibilité d'avoir un autre travail de par les discriminations auxquels elles font face -, elle a été aperçue pour la dernière fois montant dans la voiture d'un client. La dépouille de la jeune femme de 23 ans est retrouvée calcinée, abandonnée sur le bord de la route dans les environs d'Istanbul,.
Après l'annonce de sa mort, des associations LGBT turques ont fait part de leur volonté d'entreprendre une marche en son hommage dimanche 21 août 2016,. Les manifestations à Istanbul ont rassemblé plusieurs centaines de personnes ; quelques parlementaires de l'opposition y ont participé,.
Des associations LGBT locales ont également dénoncé le silence des médias turcs proches du pouvoir.
Sa vie a fait l'objet d'une pièce de théâtre : "Le sol qui porte Hande" de Paco Gamez, traduit de l'espagnol par David Ferré ( Actualités Editions, 2018).